# Nurt (miesięcznik)
Nurt – miesięcznik społeczno-kulturalny ukazywał się w Poznaniu od maja 1965 roku do grudnia 1989.
Redaktorami naczelnymi byli kolejno: Krzysztof Kostyrko (do 1978 r.) i Kazimierz Młynarz. Pismo współtworzyli (w różnych latach) jako redaktorzy lub autorzy między innymi: Stanisław Barańczak, Edward Balcerzan, Przemysław Bystrzycki, Andrzej Górny, Wojciech Jamroziak, Stefan H. Kaszyński, Jerzy Kmita, Waldemar Kosiński, Bogusława Latawiec, Jerzy Litwinow, Alojzy Andrzej Łuczak, Marek Obarski, Ewa Piotrowska, Aleksander Rogalski, Jerzy Utrecht. Większość autorów publikujących w miesięczniku eseje popularyzujące nauki humanistyczne była związana z Instytutem Filozofii i Instytutem Kulturoznawstwa UAM.
Kształt graficzny był pod pieczą najpierw Tadeusza Piskorskiego, później Grzegorza Marszałka.
Celem redakcji była integracja środowisk twórczych Poznania i Wielkopolski i ich prezentacja na forum ogólnopolskim.
Pismo publikowało reportaże, wywiady, artykuły i eseje poświęcone szeroko rozumianej problematyce społecznej, kulturalnej i naukowej. Specjalizowało się zwłaszcza w literaturze niemieckojęzycznej, skandynawskiej i rosyjskiej. Systematycznie publikowano recenzje filmowe, teatralne, muzyczne i plastyczne. Prezentowano ogólnopolską twórczość poetycka i prozatorską. Głównym celem działu naukowego czasopisma było propagowanie zagadnień związanych z badaniami humanistycznymi, a w szczególności poznańskiej szkoły metodologicznej.
W różnych latach teksty eseistyczno-naukowe układały się w pewne cykle, np.:
- „Refleksje i glosy” (1965-1966) – zawierał autorskie teksty Jerzego Kmity,
- „Magia słów” (1966-1967) – obok J. Kmity zamieszczano także teksty Teresy Kostyrko i Krystyny Zamiary,
- „Z problemów semiotyki sztuki” (1968-1969) – autorzy: J. Kmita, T. Kostyrko, K. Zamiara, Włodzimierz Ławniczak oraz Zbigniew Osiński,
- „Wartości-dzieło-sens” (1972-1973) – autorzy: J. Kmita, T. Kostyrko, W. Ławniczak, Leszek Nowak, Anna Pałubicka, K. Zamiara, a także Tadeusz Zgółka,
- „Rok nauki polskiej” (1973) – autorzy: J. Kmita, L. Nowak, K. Zamiara,
- „Ziemska moc nauki” (1974-1979) – autorzy: Dariusz Aleksandrowicz, Adam Drozd, Anna Gregorczyk, Czesław Karkowski, J. Kmita, Barbara Kotowa, A. Pałubicka, Antoni A. Sibielak, Tadeusz Wojewódzki, Anna Zeidler, T. Zgółka, Tadeusz Zielichowski,
- „Twórczość-partycypacja-poznanie” (1979-1981) – autorzy: A. Gregorczyk, J. Kmita, Ewa Kobylińska, Jan Kurowicki, Paweł Ozdowski, Jacek Sójka, Juliusz Tyszka, A. Zeidler,
- „Czarnoksięstwa humanistów” (1976-1977) – cykl J. Kmity, w którym ukazywał błędy metodologiczne popełniane przez uczonych z kręgu nauk humanistycznych,
- „Idee przewodnie nauki” (1973-1976),
- „Humanistyka i klasy” (1974-1977),

Nurt popularyzował dzieło Teodora Parnickiego. Sporo uwagi poświęcono pamiętnikarstwu organizując konkursy m.in. na pamiętniki żołnierzy Września 1939, więźniów hitlerowskich obozów.